# Epistulae ad familiares
Le Epistulae ad familiares (Lettere ai familiari o Lettere agli amici) sono la sezione dell'epistolario di Marco Tullio Cicerone contenente le lettere indirizzate dall'oratore arpinate a personaggi della vita pubblica, come Gneo Pompeo Magno, Gaio Giulio Cesare e Asinio Pollione, e privata, come la moglie Terenzia o il liberto Tirone. Redatte tra il 63 e il 43 a.C., le lettere non sono suddivise secondo un criterio cronologico, ma secondo il destinatario cui sono indirizzate.

## Composizione
Quando era ancora in vita, Cicerone espresse l'intenzione di raccogliere e pubblicare parte della propria corrispondenza privata, dopo averla selezionata e opportunamente revisionata. Tale procedimento, che l'oratore affidò al liberto Tirone, si interruppe con la sua morte nel 43 a.C.; lo stesso Tirone, forse influenzato dal volere di Ottaviano, scelse più tardi di pubblicare nella sua interezza le Epistulae ad familiares, fornendo così un ritratto completo e contemporaneamente demitizzante della figura di Cicerone.

## Caratteristiche
Il carattere dell'epistolario ciceroniano appare particolarmente vario: si susseguono nell'opera lettere dal carattere puramente informativo, altre più confidenziali e alcune di tono trattatistico. Il valore dell'epistolario ciceroniano, tuttavia, risiede principalmente nel merito di fornire un dettagliato affresco dell'ambiente di Roma nei concitati e densi anni del definitivo tramonto della Repubblica.

## Storia del testo
La produzione epistolare ciceroniana fu particolarmente estesa, come documentano i 37 libri complessivi che raccolgono le sue lettere. Anticamente erano inoltre noti altrettanti libri, di cui oggi non rimane che un centinaio di frammenti, la cui effettiva pubblicazione è ritenuta dubbia o variamente considerata, e le stesse epistole pervenute contengono con frequenza riferimenti ad altre lettere perdute. Tale perdita si spiega con il fatto che Cicerone potrebbe non essere sempre stato nelle condizioni di stilare una precisa lista della corrispondenza, e potrebbe comunque non avere avuto occasione di far ricopiare alcune epistole prima del loro invio.
Lo stesso Cicerone sostenne di scrivere personalmente e dettare lettere con grandissima frequenza, in ogni momento della giornata, dall'alba fino alla notte fonda, e anche durante i pasti, arrivando così a comporre quotidianamente una o più epistole.